# Етно село Бабина река
| Етно село Бабина река |                                      |
|                       |                                      |
| Оснивач:              | Славиша Живковић                     |
| Основана:             | 2010.                                |
| Седиште:              | Село Трбушница бб · Лазаревац Србија |
| Веб презентација      | http://www.etnoselobabinareka.com/   |

Етно село Бабина река се налази на породичном имању породице Живковић у селу Трбушница, на територији општине Лазаревац.
Са радом је почело 2010. године, а изградња и припреме су трајале десет година по идеји власника Славише Живковића. Смештено је на самом крају села, на површини од једног хектара, на удаљености од Лазаревца 12km и Аранђеловца 20km.
Поседује неколико ресторана националне кухиње са јединственим баштама обогаћеним скулптурама, фонтанама и елементима етно-наслеђа. Такође располаже и са неколико бунгалова у којима гости могу по жељи одсести. За реакцију ту се налазе спортски терени и језеро кроз коју протиче поток Бабина река, на којем се може пецати. У дворишту се налази и поставка мермерних скулптура Богосава Живковића.
У плану је и проширење смештајног капацитета и изградња „Великог завичајног музеја”.

## Награде и признања
Етно село Бабина Река је добитник многобројних награда за квалитет.
- Златно туристичко срце, Шампион етно туризма Југоисточне Европе, SACEN, 2013.
- Награда за најбољи посни сто, Такмичење за најбољи посни сто Србије, Перућац, 2013.
- Славска повеља, Златна медаља СЛАВА ГАСТРО фестивала у Београду за најбољи славски мени, 2013.
- Велика Златна Плакета за Kвалитет, Најбоље Етно Село Србије, 45. Међународни сајам туризма, Нови Сад, 2012.
- Награда за комплетност и најлепши изглед стола, Такмичење за најбољи посни сто Србије, Перућац, 2012.
- Велика златна медаља за квалитет, 44. Међународни сајам туризма, Нови Сад, 2011.
- Најбољи славски мени, Награда за најбољи славски мени, Гастро сајам, Београд, 2011.
- Златни тањир за квалитет, Додељује Удружење угоститељских и туристичких посленика Србије, Асоцијација шефова кувара Србије, SACEN